# تكية بيد أباد
تكية بيد أباد (بالفارسية: تکیه بیدآباد) هي تكية شيعية تاريخية تعود إلى القاجاريين، وتقع في شاهرود.